# Suva Planina
Die Suva Planina (serbisch-kyrillisch Сува планина) ist ein Gebirge im Südosten Serbiens. Das während der Alpidischen Orogenese entstandene Gebirge  zählt zu den Karpatho-Balkaniden und stellt das höchste Gebirge dieser Kette im Osten Serbiens dar.
Ab dem zur Gemeinde  Babušnica gehörenden Dorf Ljuberadja erstreckt sich das Gebirge in zwei Richtungen: In Richtung Norden bis nach Bela Palanka sowie in Richtung Nordwesten, bis Niška Banja, einem Vorort von Niš. Der Name des Gebirges, der „trockener Berg“ bedeutet, ist darauf zurückzuführen, dass die Quellen in den höheren Lagen des Gebirges sehr selten sind. Der höchste Gipfel der Suva Planina ist der Trem mit einer Höhe von 1810 Metern. Weitere bedeutende Gipfel sind 
Dordina Cuka (1734 m), Golemo Straziste (1713 m), Litica (1683 m), Sokolov Kamen (1555 m) und Golemi Vrh (1535 m).
Das Gebirge ist vorwiegend aus Kalkstein und Dolomit aufgebaut, an der Südseite finden sich auch während des frühen Miozäns abgelagerte Seesedimente, Konglomerate und Sandstein. In der Suva Planina herrscht kontinentales Gebirgsklima und das Gebiet gilt im Sommer als eines der heißesten in Serbien. In der Vergangenheit litt es unter einer Überweidung durch Ziegen, was aber die Vielfalt tertiärer und eiszeitlicher Relikte nicht beeinträchtigt hat.

## Flora und Fauna
Die vorherrschenden Habitattypen sind alter Mischwald sowie wilde oder kaum kultivierte, pflanzenreiche Wiesen auf Kalksteinböden. In diesem Gebiet wurden 25 verschiedene Pflanzengesellschaften und 1261 Pflanzenarten gezählt, 128 davon sind endemisch. Eine bekannte und auffällige steno-endemische Art, die einzig auf der Suva Planina gefunden wird, ist die Pančić Akelei. Diese zweifarbige Akelei ist auf Kalkfelsen der oberen montanen Stufe der Suva Planina beschränkt und genießt aufgrund ihres engen Vorkommens in Serbien den Status einer Roten-Liste Art. 
Die Kenntnis der Fauna dieses Gebiets wird als zufriedenstellend eingeschätzt. Es wurden 25 verschiedene Säugetierarten nachgewiesen, darunter Kurzohrmaus, Westblindmaus, Waldmaus und Baumschläfer. Unter den 139 nachgewiesenen Vögeln sind Schmutzgeier, Schlangenadler, Steinadler und Wanderfalke. Weiterhin wurden 86 verschiedene Schmetterlingsarten nachgewiesen, darunter Osterluzeifalter und Schwarzer Apollo, denen in Serbien besondere Bedeutung beigemessen wird.
Dank eines erheblichen Rückgangs der Zahl der Ziegen ist die Intensität der Beweidung an den meisten Orten nun gering. Der größte Einfluss des Menschen ist nun die Holzwirtschaft. Das Gebiet hat den Status eines Naturschutzgebiets (Rezervata prirode), es gilt als geologisches Naturerbe Serbiens, zudem als ornithologisch bedeutendes Gebiet.